# Sette contro la morte
Sette contro la morte (The Cavern) è un film del 1964 diretto da Edgar G. Ulmer e Paolo Bianchini.

## Trama
Seconda guerra mondiale, 7 persone di diversa provenienza restano intrappolate in una caverna adibita a magazzino. Nonostante le differenze e i contrasti dovranno convivere e allearsi per riuscire a trovare una via per uscire all'aria aperta.

## Produzione
Il film fu prodotto dalla Cinedoris S.P.A., Ernst Neubach-Film e Twentieth Century Fox Film Corporation con il supporto tecnico della Jadran Film.
Venne girato negli studi di Trieste e in Jugoslavia, nelle grotte di Postumia.

## Distribuzione
Distribuito dalla Twentieth Century Fox Film Corporation, il film fu presentato prima nella Germania Federale il 26 giugno 1964, poi in Italia il 31 dicembre. L'anno dopo, venne proiettato in prima a New York il 24 dicembre 1965 con il titolo The Cavern. In Francia fu distribuito come Sept contre la mort il 24 agosto 1966 e in Messico, come Los siete terribles, il 7 gennaio 1969.